# Sharon Jaklofsky
Sharon Maria Suzanne Jaklofsky (Brisbane, 30 september 1968) is een voormalige Nederlandse atlete, die was gespecialiseerd in het verspringen en hordelopen. Jaklofsky komt oorspronkelijk uit Australië. Ze werd veertienmaal Nederlands kampioene (zevenmaal outdoor en zevenmaal indoor) en leverde gedurende meerdere jaren beste seizoenprestaties.

## Loopbaan
In 1994 was Jaklofsky voor de eerste maal beste van Nederland. Ze behaalde maar gelijk drie nationale titels: zevenkamp, 100 m horden en verspringen.
Sharon Jaklofsky vertegenwoordigde Nederland op de Olympische Spelen van Atlanta in 1996 op het onderdeel verspringen. Daar behaalde ze de finale, maar slaagde er vervolgens niet in een correcte poging neer te zetten. In de kwalificatieronde tijdens deze Spelen, op 1 augustus 1996, sprong zij een Nederlands record van 6,75 m, dat pas in 2014 werd verbeterd.

## Nederlandse kampioenschappen
Outdoor
| Onderdeel    | Jaar                         |
| ------------ | ---------------------------- |
| 100 m horden | 1994                         |
| verspringen  | 1994, 1995, 1997, 1998, 2000 |
| zevenkamp    | 1994                         |

Indoor
| Onderdeel   | Jaar                   |
| ----------- | ---------------------- |
| 60 m horden | 1996, 1997, 1998       |
| verspringen | 1996, 1997, 1998, 2000 |

## Persoonlijke records
Outdoor
| Onderdeel    | Prestatie      | Datum           | Plaats      |
| ------------ | -------------- | --------------- | ----------- |
| 100 m horden | 13,35 s        | 22 april 1995   | Baton Rouge |
| verspringen  | 6,75 m (ex-NR) | 1 augustus 1996 | Atlanta     |
| zevenkamp    | 6197 p         | 2 juli 1995     | Helmond     |

Indoor
| Onderdeel   | Prestatie | Datum           | Plaats    |
| ----------- | --------- | --------------- | --------- |
| verspringen | 6,61 m    | 2 februari 1997 | Stuttgart |

## Onderscheidingen
- KNAU-atlete van het jaar - 1995, 1996